# Podocarpus glaucus
Podocarpus glaucus là một loài thực vật hạt trần trong họ Thông tre. Loài này được Foxw. miêu tả khoa học đầu tiên năm 1907.